# Margit Bruck-Friedrich
Margit Bruck-Friedrich ist eine österreichische Diplomatin und Juristin. Von 2013 bis 2017 war sie Protokollchefin bei der Internationalen Atomenergie-Organisation. Von 2019 bis September 2023 war sie österreichische Botschafterin in der Slowakei.

## Leben
Nach dem Studium der Rechtswissenschaften an der Universität Wien und einem postgradualen Studium in Boston, USA, an der Fletcher School of Law and Diplomacy sowie dem Gerichtsjahr in Wien trat sie im August 1991 in den diplomatischen Dienst ein.  
1996 wurde sie als stellvertretende Ständige Vertreterin an die Österreichische Vertretung bei den Vereinten Nationen in Wien berufen. Nach vier Jahren im Völkerrechtsbüro des Außenministeriums übernahm sie 2005 die Leitung des Referats für Waffenexportkontrolle in der Abrüstungsabteilung.
Von 2010 bis 2017 war sie im Kabinett des Generaldirektors der Internationalen Atomenergieorganisation (IAEO) tätig, seit 2013 als Protokollchefin und Senior External Relations Officer. Im Februar 2017 übernahm sie die Leitung des Sanktionenreferats im Völkerrechtsbüro des Außenministeriums. Von Februar 2019 bis September 2023 war sie österreichische Botschafterin in der Slowakei.